# Groupe Quartier Français
 (décembre 2012).
Si vous disposez d'ouvrages ou d'articles de référence ou si vous connaissez des sites web de qualité traitant du thème abordé ici, merci de compléter l'article en donnant les références utiles à sa vérifiabilité et en les liant à la section « Notes et références ».
Pour les articles homonymes, voir Quartier français.
Le groupe Quartier Français est un important groupe industriel de l'île de La Réunion, département d'outre-mer français dans le Sud-Ouest de l'océan Indien. Premier producteur européen de sucre de canne[réf. nécessaire], il a son siège social au Quartier Français, à Sainte-Suzanne. Il est actif en Europe, aux Antilles et en Tanzanie. Il est actionnaire d'Antenne Réunion.

## Historique
En 2010 Tereos acquiert les actifs du groupe Quartier Français à La Réunion puis il revend la branche spiritueux à La Martiniquaise.

## Chiffres clés
En 2004, le chiffre d'affaires consolidé a été de 280 millions d'euros, 81 % provenant du sucre et du rhum, le reste des autres produits.
En 2007, le chiffre d'affaires consolidé a dépassé les 348 millions d'euros pour 89 % provenant du sucre et du rhum.